# Glenmavis
Glenmavis är en by i North Lanarkshire i Skottland. Byn är belägen 52 km 
från Edinburgh. Orten har 2 490 invånare (2016).